# سیارک ۸۶۰۹
سیارک ۸۶۰۹ (به انگلیسی: 8609 Shuvalov، نامگذاری:1977QH3) هشت هزار و ششصد و نهمین سیارک کشف شده‌است که در ۲۲ اوت ۱۹۷۷ کشف شد.
قدر مطلق سیارک برابر ۱۳٫۳۰ است.